# John Chard
John Rouse Merriott Chard (VC), (Boxhill, 21 december 1847 - Hatch Beauchamp, Somerset, 1 november 1897), was een Brits militair die het Victoria Cross verkreeg voor zijn rol in de verdediging van de Slag bij Rorke's Drift in 1879.

## Zijn levensloop
John R. M. Chard werd geboren in Boxhill, in de buurt van Plymouth. Hij was de zoon van William Wheaton Chard en Jane Brimacombe. Hij had nog twee broers en vier zusters. Zijn oudere broer was kolonel bij de Royal Fusiliers. Zijn jongere broer was predikant. Chard kwam bij de Royal Engineers in juli 1868 en diende op de eilanden Bermuda en op Malta, alvorens hij werd overgeplaatst naar Zuid-Afrika.
Hij kwam daar bij het 5e Royal Engineers Company in Zuid-Afrika op 5 januari 1879. John Chard kwam pas bij Rorke's Drift aan op 19 januari en was toen op dit moment, de hogere officier die er aanwezig was op 22/23 januari, toen majoor Spalding op patrouilleverkenning was naar een andere Britse legerpost. Tijdens de Anglo-Zoeloe-oorlog was hij als luitenant aanwezig op de missiepost en leveringsdepot van Rorke's Drift. Daar werkte hij met Britse Genietroepen aan een loopbrug en een overzetpont in de Drift van de Buffalorivier, toen ze werden aangevallen door een overmachtige legermacht van Zoeloekrijgers. Samen met luitenant Gonville Bromhead en een 100-tal soldaten weerstonden ze op 22 en 23 januari de hevige Zoeloestormloop op de missiepost, die met geringe verliezen voor de Britten, moedig en krachtdadig werd afgeslagen.
Na de slag werd hij meteen bevorderd tot kapitein en vervolgens tot majoor. Chard kreeg zijn VC van Sir Garnet Wolseley in de St. Pauls, in Zoeloeland op 16 juli 1879. Zijn succesvolle acties werden vermeld op deze aankondiging:
- "Voor het dapper gedrag bij de verdediging van Rorke's Drift op 22 en 23 januari 1879. De luitenant-generaal meldt dat indien zij niet waren voorbereid met het goede voorbeeld te geven en het gedrag van de luitenants Chard van de Royal Engineers en Bromhead van het 24e Regiment, de verdediging van Rorke's Drift niet zou zijn uitgevoerd en met de intelligentie en vastberadenheid, die daarom bij uitstek wordt gekenmerkt, werd het een succes. De luitenant-generaal voegt hieraan toe, dat het succes in de goede maatregel moet worden toegeschreven aan de twee jonge officieren die gebruik hebben gemaakt door het commando op zich te nemen voor deze gelegenheid in kwestie." -- (London Gazette, 2 mei 1879)

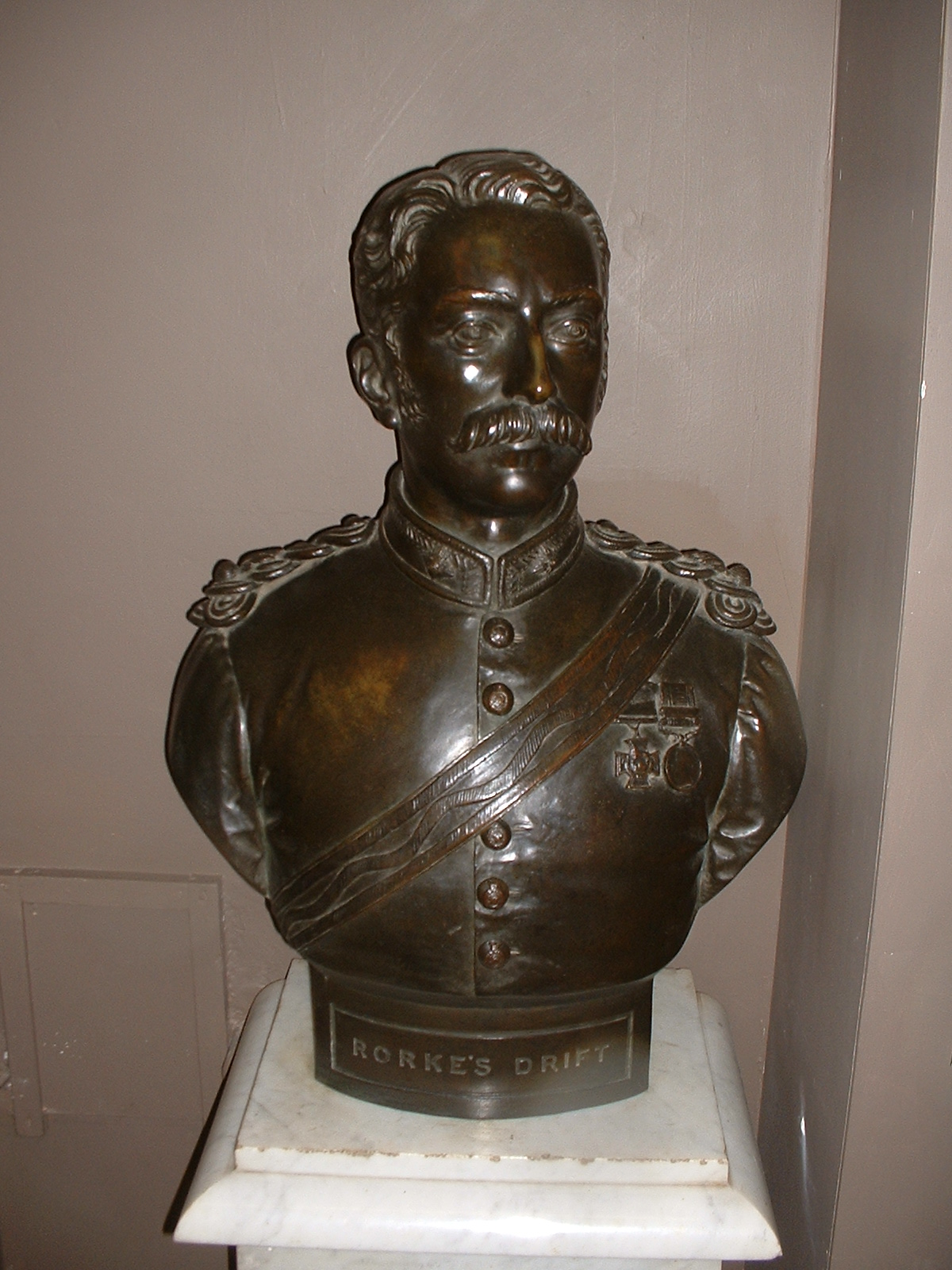
Borstbeeld van John Rouse Merriott Chard

Majoor Chard werd tweemaal ontvangen bij koningin Victoria op Balmoral Castle, in oktober 1879 en in februari 1880. 
Van 1892 tot 1896 was John Chard tot luitenant-kolonel bevorderd en had het bevel over de Royal Engineers Detachement in Singapore, tussen 1892 en 1896 en werd tot kolonel bevorderd, toen hij overgeplaatst werd naar Perth, Schotland in 1897. 
Kolonel John Chard kwam weer in audiëntie bij de Britse koningin, maar, hij werd ernstig ziek, te wijten aan kanker aan de tong en overleed op Hatch Beauchamp, Somerset, in de buurt van Taunton, in november 1897, op de leeftijd van 49 jaar. Hij was nooit gehuwd geweest.
John Rouse Merriott Chard werd begraven op het kerkhof van St. John the Baptist (Johannes de Doper) in Hatch Beauchamp, in de buurt van Taunton in Somerset. In de kerk is ook het loodglasraam te zien, die aan hem gewijd is en het best te bekijken is binnenin de kerk. Op zijn grafsteen staat vermeld "De held van Rorke's Drift"...
John Chard werd geacteerd door Stanley Baker in de film Zulu. Stanley Baker had de VC van John Chard en de Zoeloe-medailles, vanaf 1972 tot aan zijn dood in 1976, in zijn bezit gehad... 
De moed van luitenant John Chard is nog altijd herdacht door het Zuid-Afrikaans leger met de John Chard-Decoratie.

## Militaire loopbaan
- Lieutenant: 14 juli 1868
- Captain: 16 juli 1879 (Victoria Cross en tegelijk bevorderd)[2][3]
- Brevet Major:[3]
- Major: juli 1886[2]
- Lieutenant Colonel: januari 1893[2]
- Colonel: januari 1897[2]